# Iglesia de Santa Ana (Alcubierre)
La iglesia de Santa Ana es un inmueble de la localidad española de Alcubierre, en la provincia de Huesca.

## Descripción
El edificio se encuentra en la localidad española de Alcubierre, perteneciente a la provincia de Huesca, en la comunidad autónoma de Aragón. Se menciona como iglesia parroquial del lugar en el primer volumen del Diccionario geográfico-estadístico-histórico de España y sus posesiones de Ultramar de Pascual Madoz, donde aparece descrita con las siguientes palabras:

una igl. parr. bajo la advocacion de Sta. Ana, servida por un cura párroco, cuatro capellanes y dos sacristanes que nombra el primero. Es un edificio muy antiguo, aunque se ignora el año de su fundacion, de una sola nave con 70 pies de largo por 30 de ancho y de regular elevacion. El curato es de 2.ª clase y se provee por S. M. ó el diocesano segun los meses en que vaca; pero siempre por oposicion en concurso general.
(Madoz, 1845, p. 473)